# Gon (hoek)
De gon (Grieks: γωνία, gōnía, hoek) is een eenheid om de grootte van een hoek in uit te drukken. Een gon is gedefinieerd als 1/400 deel van een cirkel. Een volledige cirkel beslaat dus 400 gon. De gon wordt ook wel aangeduid met grad of gra.  Het stelsel waarin hoeken in gons gemeten worden, noemt men wel van het 400-gradenstelsel of centesimale verdeling. De gon wordt gebruikt in de geodesie en de landmeetkunde en ook wel in de bouw.
Oorspronkelijk werd de gon aangeduid met gr (van graad). Deze was onderverdeeld in 100 cgr (centigraden), die weer in 100 mogr (myriograden). De mogr werd ook wel met dmgr (decimilligraden) aangeduid. Deze wat ongebruikelijke indeling was ingevoerd naar analogie van de verdeling van de graad in 60 minuten van elk 60 seconden.

## Verbanden
{\displaystyle 1\;{\text{gon}}={\frac {\pi }{200}}\;{\text{rad}}=0{,}9^{\circ }}
{\displaystyle 90^{\circ }=100\;{\text{gon}}}
{\displaystyle 60^{\circ }=66{\tfrac {2}{3}}\;{\text{gon}}}
{\displaystyle 45^{\circ }=50\;{\text{gon}}}

## Relatie met de meter
De meter is indirect te danken aan de gon. Bij het vaststellen van een eenheid van lengte, bedacht men dat deze een relatie zou moeten hebben met de graad. De afstand tussen de evenaar en de noordpool werd gelijkgesteld aan 10 000 000 meter. Deze afstand bedraagt 100 gon, zodat 1 gon gelijk zou zijn aan 100 000 meter, of omgekeerd 1 meter gelijk zou zijn aan 10−5 gon (= 10 μgon).
Nadat de meter op deze wijze was vastgesteld, bleek de werkelijke afstand tussen evenaar en noordpool als gevolg van allerlei fouten (meetfouten én het het feit dat de aarde geen perfecte bol is) iets groter te zijn dan de 10 000 000 meter die men oorspronkelijk had aangenomen. Latere metingen wezen uit dat de afstand 10 001 965,7293 meter is. De meter is dus te kort volgens de gehanteerde definitie. De vastgestelde meter was echter al zo ingeburgerd, dat deze niet meer is aangepast.

## Zeemijl
De zeemijl, die nu bepaald is op exact 1852 m, was op een soortgelijke manier gedefinieerd als de meter, maar dan als de lengte van één boogminuut: 1/60 × 10.000 km / 90 ≈ 1852 meter.